# Autoritratto (van Dyck 1613-14)
Il dipinto si presenta come il primo autoritratto di van Dyck. Lo eseguì quando aveva più o meno quindici anni. Il giovane pittore getta lo sguardo oltre la spalla destra: i suoi occhi sono accesi e pieni di fiducia e sicurezza; i capelli cadono lunghi sul viso. L'autoritratto era caratteristico dei paesi nordici e già molti artisti, come Rubens e van Eyck, avevano eseguito i loro autoritratti. Quando eseguì questo dipinto, van Dyck lavorava ancora per Hendrick van Balen anche se stava progressivamente avvicinandosi a Rubens.